# A Debreceni Református Kollégium szerepe a magyar irodalomban
A Debreceni Református Kollégium ezernyi szállal kapcsolódik az elmúlt fél évezred magyar szellemi kultúrájához. A Debreceni Kollégiumnak komoly befolyása volt az évszázadok alatt a mai teológiai, természettudományos, bölcseleti vagy politikai gondolkodásunkra. Kiemelkedő kapcsolata a Kollégiumnak a teológia mellett az irodalommal volt, ezt tükrözi az is, hogy a Debreceni Kollégium annyi jeles írót és költőt bocsátott útjára, mint egyetlen más hazai intézmény sem. Fontos azonban megemlíteni a kevésbé ismert tanárokat – akik sok esetben tankönyvszerzők vagy -szerkesztők is voltak –, írókat és költőket is, mert ugyan ha ők nem is futottak be nagy írói vagy költői karriert, legtöbb esetben hatással voltak a Kollégium falain belül tanuló ifjabb nemzedékre, akik sokszor eme kevésbé ismert személyeknek köszönhetően váltak nemzetünk irodalmi nagyjaivá.

## A hitvallásos egyházi irodalom időszaka
A Debreceni Kollégium fennállásának első két évszázadában elsősorban a hitvallásos, egyházi irodalom művelésében járt élen. A 16–17. századi imádság- és prédikációirodalom, valamint az egyházi énekszerzés számos jeles képviselője tanított vagy tanul Debrecenben. A városnak és Kollégiumának meghatározó szerepe volt abban, hogy a reformáció elterjedését követő két évszázadban a magyar irodalom bibliás nyelvi és poétikai elemekkel telítődött.
A Kollégium első ismert iskolamestere, azaz rektora, Dézsi András (1549–1551) bibliai históriákat hagyott az utókorra. Ez a műfaj még a következő században is népszerű volt Debrecenben: Örvendi Molnár Ferenc kollégiumi diák az egész Szentírást versbe szedte, és kinyomtatva is megjelentette (LelkiTárház, 1666). Az egyházi énekszerzés kiváló képviselője Ujfalvi Anderko Imre rektor (1596-1599) volt, aki Halott temetéskorra való énekek (1598) címmel az énekes kollégiumi diákok számára adott ki énekeskönyvet. 1602-ben megjelent debreceni énekeskönyvének előszavában kívánatosnak tartotta az egész zsoltároskönyv magyarra fordítását. Néhány évvel később ezt az álmot egy volt debreceni diák – Szenczi Molnár Albert – váltotta valóra németországi tanulmányútja ideje alatt.
A 17. században a Kollégium tanárai elsősorban a hitvitázó irodalom és prédikáció-írás műfajokban jeleskedtek. (Alvinczi Péter, Medgyesi Pál, Komáromi Csipkés György, Martonfalvi Tóth György, Diószegi Kiss István). Az ebben a korszakban végzett debreceni diákok közül Bojti Veres Gáspár történetíróként, Kocsi Csergő Bálint gályarabsága történetét megíró prédikátorként, Tofaeus Mihály nagy hatású hitszónokként, Debreceni Ember Pál egyháztörténet-íróként, ifj. Köleséri Sámuel pedig teológiai, filozófiai és orvosi íróként vált ismertté a magyar művelődés történelmében.

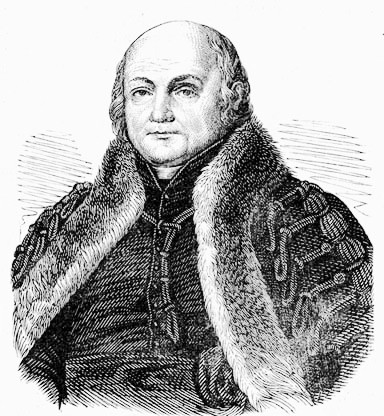
Budai Ézsaiás

A 18. század közepétől a felvilágosodás hatására a magyar irodalom egyházias, hitvallásos jellege háttérbe szorult, de a bibliás hagyományok a Debreceni Kollégium által közvetített műveltségnek továbbra is szerves részét képezték. A korai felvilágosodás időszakának polihisztor professzora, Hatvani István nemcsak kiváló természettudós, hanem megbecsült teológus is volt, aki rendszeresen végzett egyházi szolgálatot Debrecenben, és teológiai jellegű írásokat is megjelentetett. Szikszai György az egykori kollégiumi diák és a későbbi debreceni lelkész 1786-ban adta ki ma is népszerű imádságos könyvét Keresztyéni tanítások és imádságok címmel. Ebben az időszakban nőtt föl az egyházi énekszerzésnek is a debreceni diákok körében egy egész nemzedéke, akik énekei alkotják ma is a református énekeskönyv magyar dicséreteinek gerincét. Ezek közül kiemelhető: Szőnyi Benjámin, Budai Ézsaiás, Lengyel József, Szentgyörgyi József és Keresztesi József.
A hitvallásos szemlélet a 19. századi liberalizmus hatására még Debrecenben is elerőtlenedett, de a század utolsó harmadától a belmissziós mozgalmak hatására újra jelei kezdtek mutatkozni. A századfordulón Balogh Ferenc kollégiumi professzor, majd a 20. században előbb S. Szabó József gimnáziumi vallástanár, majd Kiss Ferenc, Csikesz Sándor, Makkai Sándor teológiai professzorok képviselték ezt az irodalmi műfajt.

## A kéziratos kollégiumi diákköltészet

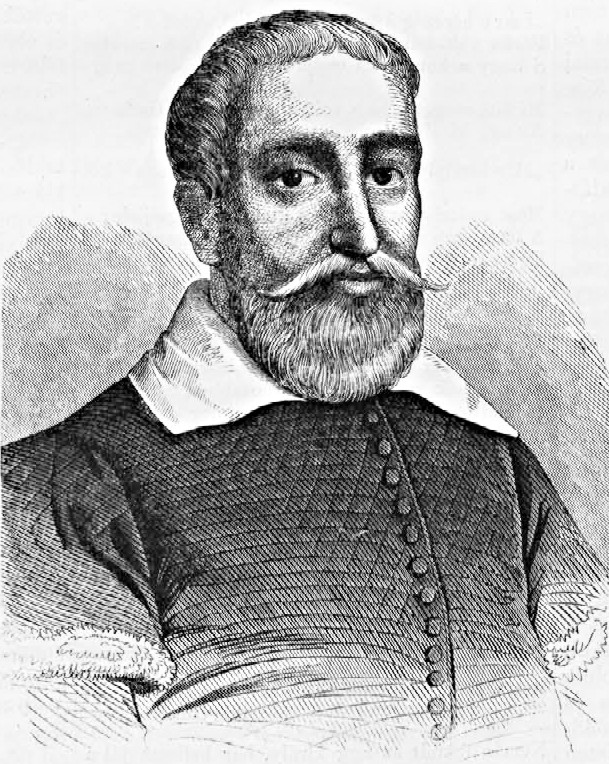
Szenczi Molnár Albert

Az iskolai versírás gyakorlata kezdettől fogva meghatározó szerepet játszott a Debreceni Kollégiumban. A poétika-oktatás a latin nyelv kötelező használata révén elsősorban a latin nyelvű versírási gyakorlatot szorgalmazta, de magyar nyelvűségnek még szigorú törvényekkel sem lehetett teljesen gátat vetni. Erről Szenczi Molnár Albert naplójának egy részlete is tanúskodik, aki a 16. század utolsó éveiben volt diák Debrecenben:
Debrecenben már tizenöt éves koromban magyar verseket szereztem. A magyar könyveket, amelyeket sikerült megkaparintanom – fennhéjázás nélkül mondom –, oly mohón olvastam, hogy tanítóim kénytelenek voltak erőszakkal a kezemből kicsavarni, hogy a latint el ne hanyagoljam.
A poétikai osztály (a mai 9. osztály megfelelője) préceptorává (köztanítójává) a Kollégium professzorai minden évben az arra legalkalmasabb nagydiákot nevezték ki. Ez a gyakorlat egészen a 19. század közepéig élt Debrecenben. Így került ebbe a hivatalba 1794-ben Csokonai Vitéz Mihály is. Hogy a poétikai osztály diákjainak milyen feladatokat kellett megoldaniuk, arról nagy költőnk ránk maradt diákkori zsengéi tanúskodnak. De a deákos versgyártás nyomait még későbbi nagy versein is megfigyelhetjük.
A poétikai feladatok alapvetően két műfaj köré csoportosultak. Az egyik a szentencia, azaz bölcs gondolatok kifejtése egy megadott kérdéssel kapcsolatban. A másik a pictura, azaz valamilyen természeti jelenség, napszak vagy emberi magatartásforma leíró bemutatása. Csokonai későbbi verseiben is elsősorban a gondolati és a leíró költészet elemei váltakoznak, az iskolai hagyományoktól tehát érett költőként sem tudott vagy akart megszabadulni. Előbbinek filozófiai irányú kiteljesedését kései nagy versében, A lélek halhatatlansága című temetési búcsúztatóban, az utóbbiét, illetve a két elem összekapcsolását Az estve című korai (még a kollégiumi tanulmányok idején született) költeményében figyelhetjük meg.
A debreceni diákköltészet fénykora a 18–19. század fordulójára esik. Az iskolai versíró gyakorlat mellett ekkorra ennek a költészetnek egy másik változata is megerősödik, az úgynevezett alkalmi költészet. Ennek darabjait a diákok saját szórakoztatásukra vagy valamilyen jeles alkalomra készítették. Régi hagyomány volt ugyanis Debrecenben, hogy temetésre énekes diákokat hívtak a város polgárai, de szívesen látogattak el esküvőre, keresztelőre, névnapra, disznótorba is egy alkalmi költeménnyel. Szolgálatukért természetesen alamizsnát kaptak. Így jött létre az évszázadok során a sírversek, a névnapi, születésnapi, lakodalmi köszöntök műfaja. Ízelítőül egy korabeli debreceni névnapi köszöntőt idézünk, amely a Zöld erdő harmatját... kezdetű közismert kuruc kori búcsúvers ritmusát idézi:

Régen várt célodat, vidám névnapodat, elérted Rozália,
Az Úr életednek kedveze, szívednek kívánságát megadta.
Adott víg kedvet is, friss egészséget is, amely legyen állandó,
Oszoljon az ínség, bánat, keserűség távol járjon szívedtől.
Lelki áldásokat adjon az Úr sokat s írjon fel tenyerére.
Életed takarja veszélytől jobb karja, hogy csendes időt élhess.
Szállítson fel végre a harmadik égre, ha élted végét éri.
Itt nem lesz fájdalom, a bú s aggodalom ide soha bé nem tér.

Sebestyén Gábor

A disznótorok és más vidám események hangulatát tréfás, furfangos diákköltemények idézik. Sebestyén Gábor népszerű 18. századi diák poéta alábbi disznótoros verse Varjas János debreceni professzor „egyhangú” (egy azonos magánhangzóra írott) költeményeinek modorában született:

Illik is itt inni, szív iszik itt kicsint,
Így kiki hízik, s így Szívin szív írt is hint.
Oszolj on most gondom, hogy dolgom jól folyjon,
Most boron osztozom, hogy torkom jól szóljon.
Uccú! Fúrjunk tyúkhúst. lúdhúst húzzunk s szúrjunk,
S rút bútul búcsúzzunk, s hústul úgy újuljunk.
Szöllőtő örökös örömöm, s ösztönöm,
Tömlőből bőv csövön örömöst hörbölöm...
A kollégiumi diákköltészet néhány hosszabb terjedelmű epikus költeményt is létrehozott. Fazekas Mihály, Csokonai Vitéz Mihály és Arany János humoros hangvételű epikus költészetének a gyökereit is részben itt kereshetjük. Mátyási József vénlánycsúfoló verse (Egy hajadon fővel a hóltaknak hideg tartományába általvitetett, gyenge hajadon 60 esztendős szűznek halálán való kesergés és gyászolás végett iratott temetési versek) Csokonai Dorottya című vígeposzához kínálhatott ötleteket:

Ha a többi asszony nem is,
De ez vólt ódalborda,
Mert egyedül is úgy zörgött,
Mint egész borjúcsorda.
Nemcsak felelettel soha
Adóssá nem maradott,
Sőt választ a nem kérdőnek
Kérdés nélkül is adott.
Debreceni nagyharangba
Ilyen nyelv kén ütőnek,
Bezzeg úgy parancsolna ám
Fennhangon a mennykőnek.
Jókai Mór És mégis mozog a föld (1872) című regényének diákhőseit a 18–19. század fordulóján azért csapják ki a Debreceni Kollégiumból, mert titkos nagyerdei összejöveteleiken a Csittvári Krónikába jegyzik politikai tárgyú írásaikat. A Krónika máig sem került elő, valószínűleg csupán az író fantáziája szülte, a korabeli kéziratos költészetben azonban megtalálható a Jókai által cím szerint említett írások jó néhány darabja. Ezek a politikai színezetű versek leginkább császárgyalázó vagy a Habsburg-hatalommal szimpatizáló katolikus klérust bíráló írások. Sajátos színt jelentenek ezek sorában az imádság-átdolgozások (Bécsi Miatyánk, Az elnyomott jobbágyok Miatyánkja, Katona Miatyánk, Hiszek Bonapartéban). Ezek a merész hangú imádság átiratok azt jelzik, hogy a korabeli diákirodalomban a felvilágosodás hatására megjelenik a vallásos szemlélet elvilágiasodása.

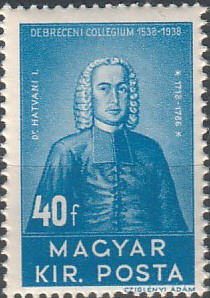
Hatvani István a Kollégium 400. évfordulójára, 1938-ban kiadott bélyegen

A korabeli kéziratos debreceni diákirodalom jellegzetes színfoltját képezik a Hatvani István alakjához fűződő mondák. Hogy egyszerű diákhumorról van-e szó, vagy Hatvani ellenségeinek rosszindulatáról, ma már nemigen lehet eldönteni. Az ördöggel cimboráló „magyar Faust”-ról szóló történetek mindenesetre igen népszerűek voltak a 19. században; néhányukat Jókai Mór is újraírta (A magyar Faust, 1871), de ugyanezzel a címmel Mikszáth Kálmán is írt karcolatot róla. Arany János pedig balladás hangú verset írt Hatvani egyik legismertebb mondatából. E történet szerint egyik éjjel 12 órakor híre futott a Kollégiumban, hogy Hatvani előadást tart. A diákság össze is gyűlt a hallgatóteremben, s ámulattal hallgatta a professzor csillagászati fejtegetéseit. Amint Hatvani leejtette a krétát, egy kisdiák odasietett a katedrához, hogy felvegye, s észrevette, hogy a professzornak lólába van. A hír futó tűzként terjedt a teremben, s az ifjúság rákezdett Luther énekére: „Erős várunk nekünk az Isten!” Erre az ördög – mert hát ő volt az, mi tagadás – kénköves bűzt hagyva maga után elillant, s megjelent az ajtóban az igazi Hatvani, hogy megtartsa előadását. Az író némi malíciával hozzáfűzi még:
E jelenetből tűnik ki, hogy ez vagy kálvinista vagy lutheranus ördög volt, mert különben nem lett volna olyan nagy respectusa Luther amaz emlékezetes éneke irányában.
A kéziratos diákköltészet a poétika-oktatás térvesztésével a 19. század első felében hanyatlásnak indult, de az ekkor kibontakozó irodalmi önképzőkörök és diákújságok révén nyomokban a 20. századig tovább élt. Művészi értékeit tekintve nem volt igazán nagy költészet, de helyzetéből következően sajátos hidat alkotott a klasszikus európai és az ösztönös népi ízlés között. Jelentősége nem utolsósorban abban áll, hogy ösztönzéseket adott számos későbbi jeles költőnknek. A versírás kollégiumi gyakorlatát és az alkalmi költészetet Csokonain kívül más debreceni neveltetésű költök is ismerték és gyakorolták, így a 18. században Pálóczi Horváth Ádám, Péczely József, Földi János, Szentjóbi Szabó László, Fazekas Mihály, a 19. században pedig Kölcsey Ferenc és Arany János.

## A felvilágosodás hatása a Kollégium irodalmi életére

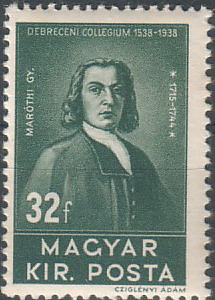
Maróthi György a Kollégium 400. évfordulójára, 1938-ban kiadott bélyegen

A külföldi tanulmányútjukról hazatérő professzorok és az iskola könyvtárába kerülő könyvek hatására a 18. század elejétől a Debreceni Kollégiumban is jelentkeznek az európai felvilágosodás reformgondolatai. Szilágyi Sámuel professzor Voltaire-t fordított, Maróthi György és Hatvani István működésével pedig egyre nagyobb teret nyernek az oktatásban a természettudományok, különösen a kísérleti fizika és kémia, a csillagászat, majd a század második felében a botanika. A század végén Rousseau pedagógiai reformelképzeléseinek is kimutathatók a nyomai. Mindez természetesen a Kollégium irodalmi életére is rányomta a bélyegét, s hatást gyakorolt ott tanuló több jeles költőnk gondolkodására. Földi János, Pálóczi Horváth Ádám, Péczely József vagy Szentjóbi Szabó László nem emelkedett ugyan a magyar irodalom élvonalába, de a felvilágosodás eszméinek hazai terjesztésében mindnyájuknak szerepe volt. A századvég két legjelentősebb debreceni költő-diákja Fazekas Mihály és Csokonai Vitéz Mihály.
Fazekas Mihály (1766–1828) 1775–1782 között volt a Kollégium diákja. A hagyomány úgy tartja, hogy Csokonaihoz hasonlóan összeütközött iskolájával, ennek azonban nincs nyoma, sőt évtizedekkel később a Kollégium pénztárosaként nagy buzgósággal szolgálta egykori iskoláját. Fazekas nem tartozott az eminens tanulók közé, inkább gyakorlati ember volt. A versírásban mesteréhez, Csokonaihoz hasonlóan a Kollégiumban néhány évvel korábban diákoskodó hadházi orvos, Földi János volt. Fő műve, a Lúdas Matyi több szálon is kapcsolódik a Kollégiumhoz. Egyrészt népies humoros szelleme a kollégiumi diákköltészet epikus darabjaival mutat rokonságot, másrészt a mű első kiadása Kerekes Ferenc későbbi kollégiumi professzor érdeme, aki bécsi tanulmányai idején, 1815-ben vállalkozott e feladatra, és azt igen szép verses előszóval is megtoldotta.

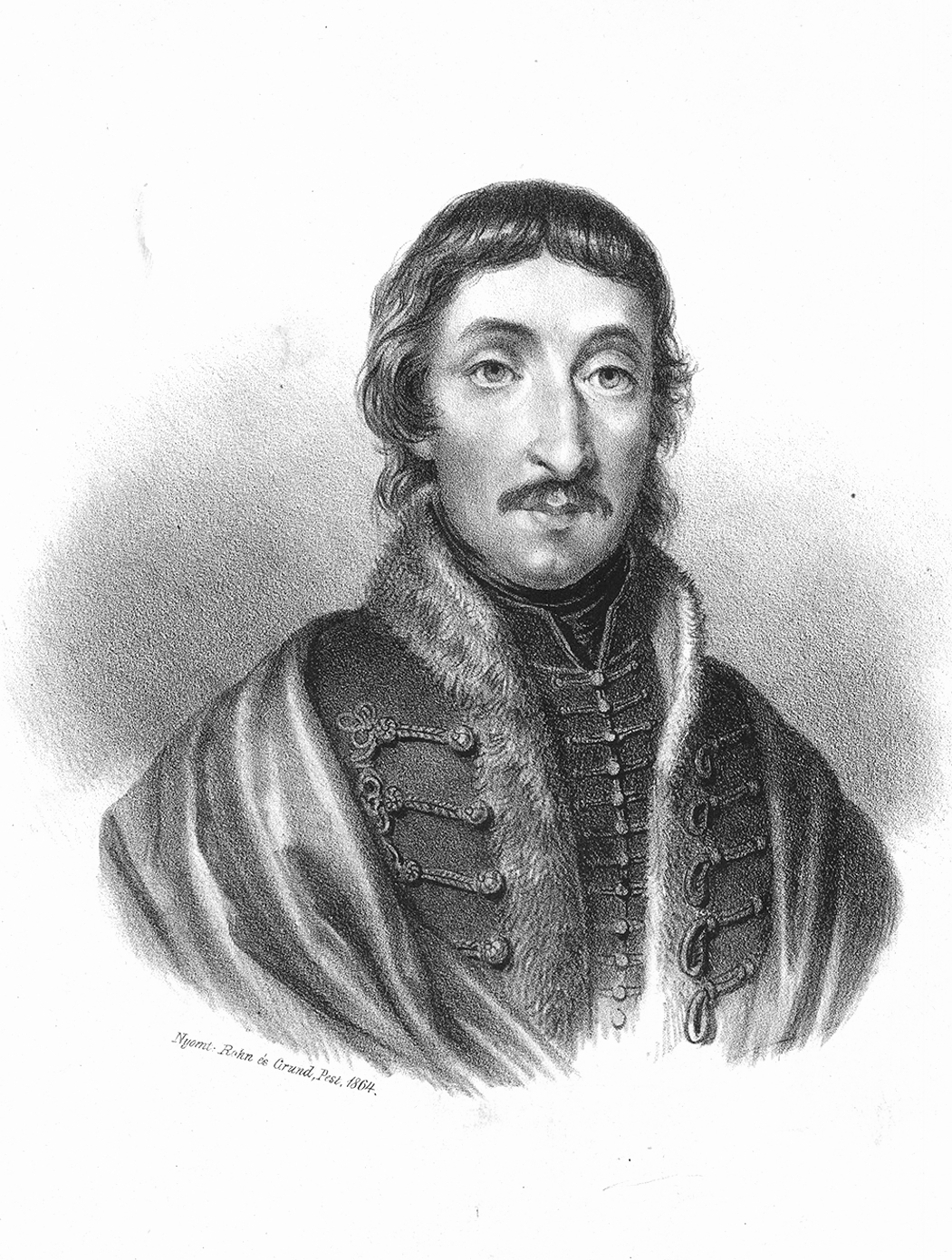
Csokonai Vitéz Mihály – Friedrich John rézmetszete (1816), melyet Erőss János rajza (1804) alapján készített

Csokonai Vitéz Mihály (1773–1805) ízig-vérig debreceni költő. A városban született a család Hatvan utcai házában. 1780–1795 között a Kollégium diákja volt, majd kicsapatása után az országot járva többnyire egykori debreceni iskolatársainál talált menedéket. Végül a Kollégium csurgói partikulájában tanári állást kapott, majd 1800-ban visszatért Debrecenbe, s utolsó éveiben édesanyja Darabos utcai házában húzta meg magát. A Hatvan utcai temetőben helyezték örök nyugalomra.
Csokonai zseniális elme volt, már gyermekfővel tökéletesen írt és verselt. Kollégiumi évei alatt elsajátította az olasz, francia, német és görög nyelvet. 1790 körül iskolatársaival a kollégiumi tanulókörök, a kollációk mintájára nyelvművelőkör alapított, a későbbi a önképzőkörök ősét. Poétikai gyakorlatra szánt verseivel egész füzetet írt tele (Zöld kódex). Préceptorai, Fodor Gerzson, Háló Kovács József és Budai Ézsaiás felismerték és értékelték tehetségét, kedvezményekben részesítették: szabadon verselhetett, társainál egy órával később mehetett iskolába, sőt felsőbb tanulóként a teológiai tárgyak alól fel is mentették. Csokonai beváltotta a hozzá fűzött reményeket, és az 1790-es évek első felében már érett műveket alkotott (Az estve, Szegény Zsuzsi a táborozáskor, Békaegérharc). Kapcsolatba került a verselgető hadházi orvossal, Földi Jánossal, s ő ismertette meg Kazinczy Ferenccel. Az ő hatásukra költészete gyorsan a diákköltészet átlaga fölé emelkedett.
Csokonait Szilágyi Gábor professzor javaslatára 1794-ben a poétai osztály köztanítójává nevezték ki. Ő rousseau-i elvek alapján nevelte diákjait; botanizálás ürügyén gyakran a természetben tartotta óráit. Egyik alkalommal diákjai a Nagyerdőn egy gúnydallal megsértették a magánéleti botlása miatt elhíresült Szilágyi Gábor professzort, aki panaszt emelt az iskolai törvényszéknél, a sedesnél. Csokonai fegyelmi ügyét a sedes 1794. december 17-én tárgyalta, miután december 6-án a templomlátogatás elmulasztása és a diákjaival a tanteremben folytatott mulatozás miatt már enyhébb büntetésben részesült. Ugyanezek a vádpontok most is megismétlődtek, megtoldva a nagyerdei incidenssel. Az ülés másnap folytatódott, majd a december 19-én meghozott ítélet Csokonait elmozdította précetori állásából, és tíz legénnyel hátrább helyezte a diákok rangsorában. Ezenkívül a sedes felkérte Csokonait, hogy levélben kövesse meg a sértett professzort, aminek Csokonai eleget is tett, elismerve, hogy enyhe büntetést kapott. Abban, hogy az ügy elsimulni látszott, nem kevés szerepe volt Csokonai külső támogatóinak. A sedes december 17–19-i ülésein ugyanis az egyháztanács ötfős küldöttséggel képviseltette magát, ami általában csak a legsúlyosabb esetekben esett meg.
Csokonai, megszabadulva a köztanítói hivatal napi terheitől, 1795 első hónapjaiban megfeszítve dolgozott. Befejezte Gerzson című bohózatos színdarabját, amelyet diákjai be is mutattak. Ilyen lehetőséget a színjátszástól idegenkedő puritán ízlésű Kollégiumban korábban egyetlen diák sem kapott. Úgy tűnik tehát, hogy az iskola gyorsan napirendre tért Csokonai botlása fölött. A tavaszi hónapokban azonban Csokonai alig mutatkozott a Kollégiumban. Kiskunhalasi húsvéti legációjából nem tért vissza Debrecenbe, sőt a pünkösdi legációjából sem. Feltételezések szerint Pesten is megfordult, és talán a Vérmezőn végignézte Martinovics Ignác és társai kivégzését. A rábízott legációs pénzzel is csak késve számolt el, és amikor újra megjelent Debrecenben, már nem viselte a diákság kötelező viseletét, a tógát, jelezve, hogy nem érzi magát a Kollégium kötelékébe tartozónak. Ügyét a sedes végül távollétében zárta le június 20-án, miután néhány nappal korábban az iskola törvényeivel ellenkező módon, magyar nyelven és engedély nélkül tartott búcsúbeszédet az ifjúság előtt. A sedes, melynek ülésén az egyháztanács képviselői ekkor már nem vettek részt, Csokonai ügyében a lehető legsúlyosabb határozatot hozta:

1. Mivel a diákságot otthagyta, most már ... minden tanulói jogból kizárandó.
2. Most már semmi bizonyítványt vagy ajánlást a Kollégiumtól nem kap.
3. Minthogy félni lehet, hogy nézeteinek szélesebb körben való terjesztésével a fegyelem tekintélye még többek előtt csökken, el kell tiltani a Kollégiumba való belépéstől, s meg kell tiltani a diákoknak minden vele való beszélgetést vagy érintkezést.
Ma már tudjuk, hogy Csokonai korában a fenntartó Egyházkerület hozzájárulása nélkül nem lehetett diákot kicsapni a Kollégiumból. Valami miatt tehát korábbi támogatói (köztük a nagy tekintélyű főbíró, Domokos Lajos főbíró is) megvonták Csokonaitól a bizalmat. Hogy az érintettek egyszerűen megelégelték-e sorozatos mulasztásait és a Kollégiummal szemben tanúsított egyre provokatívabb magatartását, vagy mint ahogy egyesek feltételezik, valóban kapcsolatban állt a Martinovics-féle összeesküvéssel, és ezért akart tőle megszabadulni az intézmény – talán önvédelemből is – ma már nemigen lehet megállapítani. Annyi azonban bizonyos, hogy az ügyben Csokonait egészen fölmenteni nem lehetett, hiszen sorozatosan megsértette a azokat a törvényeket, amelyeknek a felsőbb tanulók sorába lépve az intézmény gyakorlata szerint önként vetette alá magát. Ugyanakkor némileg az is érthetetlen, hogy a Kollégium, amely ismerte és elismerte diákja rendkívüli tehetségét, botlásai ellenére is, miért nem adott neki legalább az elvégzett tanulmányok igazolásáról bizonyítványt, ahogy azt ilyen esetben másokkal általában megtette.
A Debreceni Kollégium Csokonainak azonban nemcsak kitaszító, hanem visszafogadó iskolája is lett. Az intézmény először is nem vette szigorúan a sedes döntését, hiszen köztudott, hogy a költő Debrecenbe való visszatérése után a Kollégium több diákja is baráti kapcsolatot ápolt Csokonaival. Voltak köztük olyanok, akik egyenesen Csokonai miatt jöttek át Csurgóról Debrecenbe tanulni. A rézmetsző diákok saját pénztárukból anyagilag is támogatták az anyagi gondokkal küszködő költőt. A temetése körüli teendőket egykori tanítványa és későbbi életrajzírója, a Kollégium éppen hivatalban lévő széniora, Domby Márton intézte, és azon részt vett a diákság jelentős része, sőt a professzorok többsége is. A Debrecenben később kialakuló Csokonai-kultusznak is a Kollégium lett a melegágya.
1823-ban került az alkotó jóvoltából a Kollégium könyvtárába Ferenczy István márványból készült Csokonai-mellszobra, amely jelenleg is az Iskolatörténeti Múzeum egyik ékessége. A szobor alkotója, aki debreceni diák korában a rézmetsző diákok munkájában is segédkezett, egy légiesen finom, erősen idealizált Csokonai-arcot álmodott bele a fehér kararai márványdarabba. Talán ebben a művészi látásmódban is gyökerezik a kicsapott diáknak a romantika jegyében kibontakozó debreceni kultusza. A századelő kéziratos diákirodalma már nagy számban tartalmaz Csokonai-versmásolatokat vagy -utánzatokat. Az 1830-as években a Csokonai-síremlék felállítására történő közadakozást is a Kollégium diáksága kezdeményezte, és abban élen is járt. Végül a későbbi kollégiumi önképzőkörök és a Kántus is kiemelkedő szerepet vállaltak a Csokonai-hagyomány ápolásában. A Kollégium ifjúsága még ma is évente egyszer elzarándokol a költő sírjához. Nincs még egy magyar költő, akinek szülőhelyén kiteljesedő kultusza máig hatóan olyan erős lenne, mint Csokonaié.

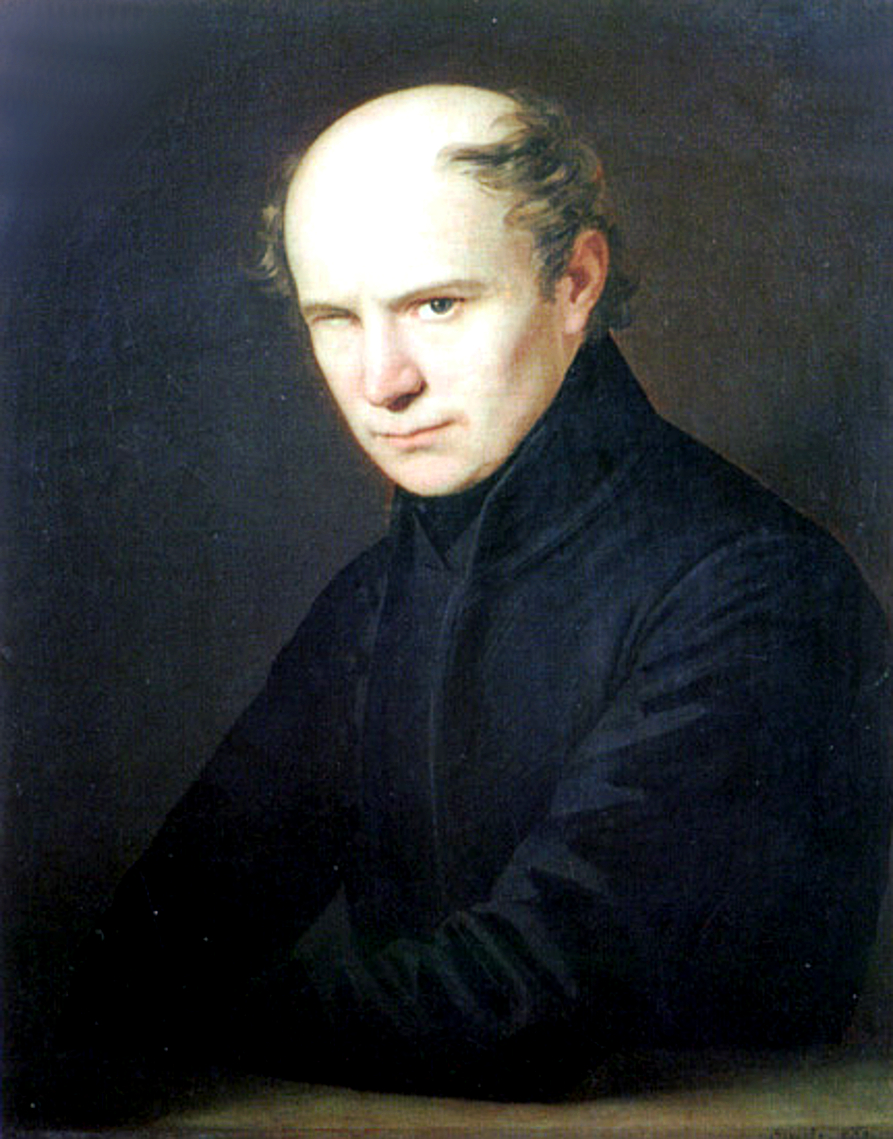
Kölcsey Ferenc

A kései felvilágosodás korának legjelesebb debreceni diákja kétségkívül nemzeti Himnuszunk szerzője, Kölcsey Ferenc (1790–1838), aki diáktársaival együtt maga is részt vett Csokonai temetésén. A félszeg Kölcsey közel 14 esztendeig (1796–1809) tanult a Kollégiumban, de nem tudott megbarátkozni annak szellemiségével. Kazinczy Ferenccel kötött ismeretsége még inkább növelte a város iránti ellenszenvét. Szemere Pálhoz írott egyik leveléből tudjuk, hogy a diákkori zsengéit Csokonai szellemében írta, de később megsemmisítette őket. Kölcsey később is következetesen mondott nemet Debrecen minden kérésére (1812-ben meghívták a Széplaki Pál halálával megüresedett jogi katedrára, 1814-ben pedig Ercsey Dániel professzor esztétika könyv írására kérte), sőt Kazinczy hatása alatt 1817-ben lesújtó bírálatot írt az egykor általa is imádott Csokonai népies ízléséről. A fentebb idézett levélből azonban az is kiderül, hogy Kölcsey minden ellenérzés mellett is tisztában volt azzal, hogy lenyűgöző klasszikus műveltségét, magyar irodalmi jártasságát elsősorban Debrecennek köszönheti.

## A reformkor és Péczely József irodalompártoló tevékenysége

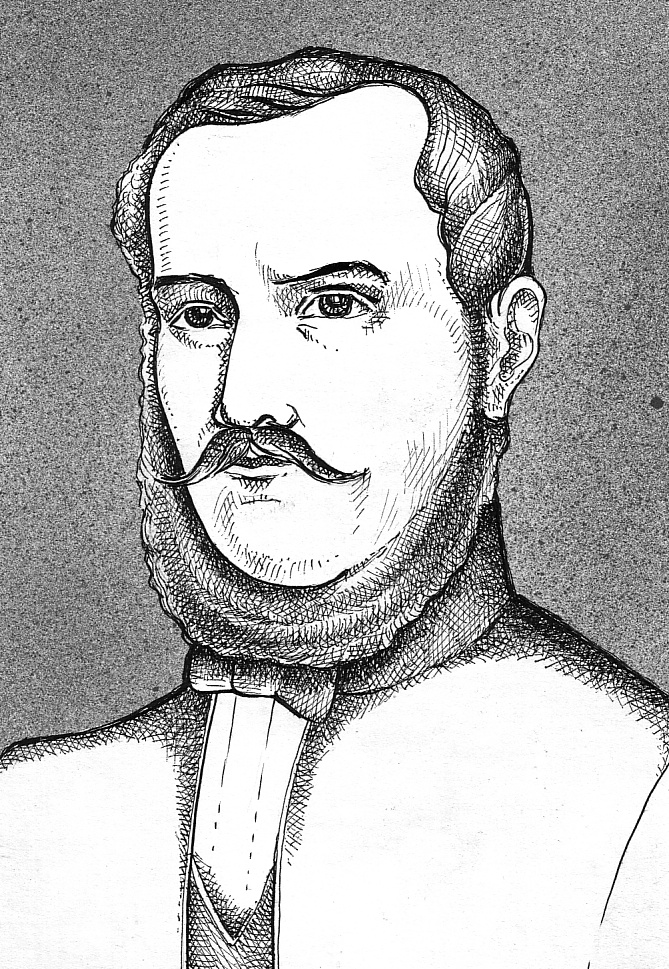
Pap Endre arcképe (Muhi Sándor grafikája)

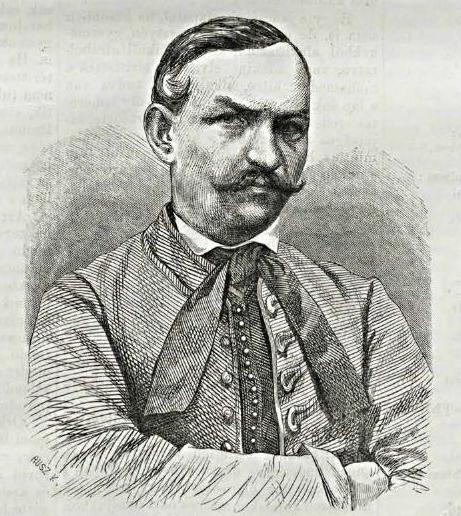
Szilágyi István

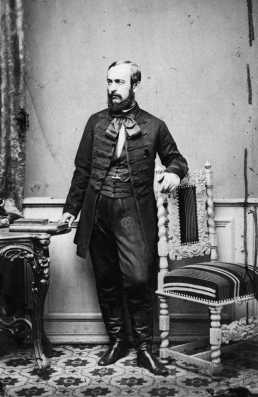
Csengery Antal

Az irodalmi élet intézményei a reformkorban kezdtek kiépülni hazánkban. A szellemi
élet irányítását az 1830-as évekre Pest-Buda vette át, s a korábbi vidéki irodalmi
központok, így Debrecen szerepe is visszaszorult.
A változások a Debreceni Kollégiumban is éreztették hatásukat. 1831-ben az intézmény minden tagozatán a magyar lett az oktatás nyelve, s ezzel véget ért a latin évszázados hegemóniája. A nemzeti nyelv művelésének ügyét, amelyet az ekkor szerveződő Kisfaludy Társaság és az Akadémia is szorgalmazott, Debrecenben Péczely József (1784–1849) történelem és a klasszicista filológia professzora karolta föl. A Pallas Debreczina címen 1828-ban kiadott diákantológiában 43 latin és 23 magyar nyelvű verset tett közzé. 1832–1835 között évente egy-egy magyar nyelvű diákalmanachot jelentetett meg Lant címmel. Az első nyilvános kollégiumi önképzőkör, az Olvasó Társaság is Péczely támogatásával jött létre 1832-ben. A Csokonai-síremlék felállításában ugyancsak kezdeményező szerepet játszott.
Péczely tanítványai közül többen már diákként nevet szereztek az irodalmi életben. A fiatalon elhunyt Pap Endre (1817–1853) és Szilágyi István (1819–1897), Arany János nagyszalontai barátja, kétszer is megnyerte a Kisfaludy Társaság ballada-pályázatát. Szintén pályadíjat nyert a még diákkorában elhunyt G. Nagy Imre (1817–1840), a korszak legtehetségesebb debreceni diákköltője, aki elsősorban a diákéletet megjelenítő életképeiben remekelt:

Pénzemnek holdja elfogyatkozott,
Egy árva fillér sincsen birtokomban:
Szurkolni kell az orditóriumban,
Isten megvert, sorsom elátkozott.
Derűm sötét borúra változott,
Egy-két üt tapló áll a tarsolyomban,
Mely pénztől duzzadt gazdagabb koromban,
Mit még ünnep s civis-gyerek hozott.
De már többé sem ez, sem az nem ád,
Végére jártam a salláriomnak,
Zártan ajtója panáriomnak:
Hasam korog, szemem káprázva lát,
Koplalni baj, torkig lakozni jó;
Jövel hát várva-várt vakáció!
Péczely József tanítványai közül Kuthy Lajos és Obernyik Károly íróként szereztek nevet, Irinyi József, Csengery Antal és Emődy Dániel a Pesti Hírlap szerkesztői lettek.
Péczely irodalmi szerepe nem mentes az ellentmondásokról. Annak a romantikus, biedermeieres ízlésnek az útját egyengette ugyanis, amelynek Debrecenben nem volt igazán talaja. Diákévkönyveivel a korábbi kéziratos diákköltészetet igyekezett legalizálni, de az ezzel éppen sajátos népies ízeit veszítette el. Talán nem véletlen, hogy a korszak legjelesebb debreceni diákja, a népi ízlést irodalmunkban diadalra juttató Arany János nem került vele közelebbi kapcsolatba. Ugyanakkor Péczely érdeme, hogy a Debreceni Kollégiumban megjelentek a diákirodalom intézményes keretei, az önképzőkörök és a diákújságok, illetve az, hogy 1831-ben az oktatás nyelve a magyar lett, sőt, ugyanebben az évben a magyar nyelv és irodalom önálló tanszéket is kapott.

## Arany János debreceni diákévei

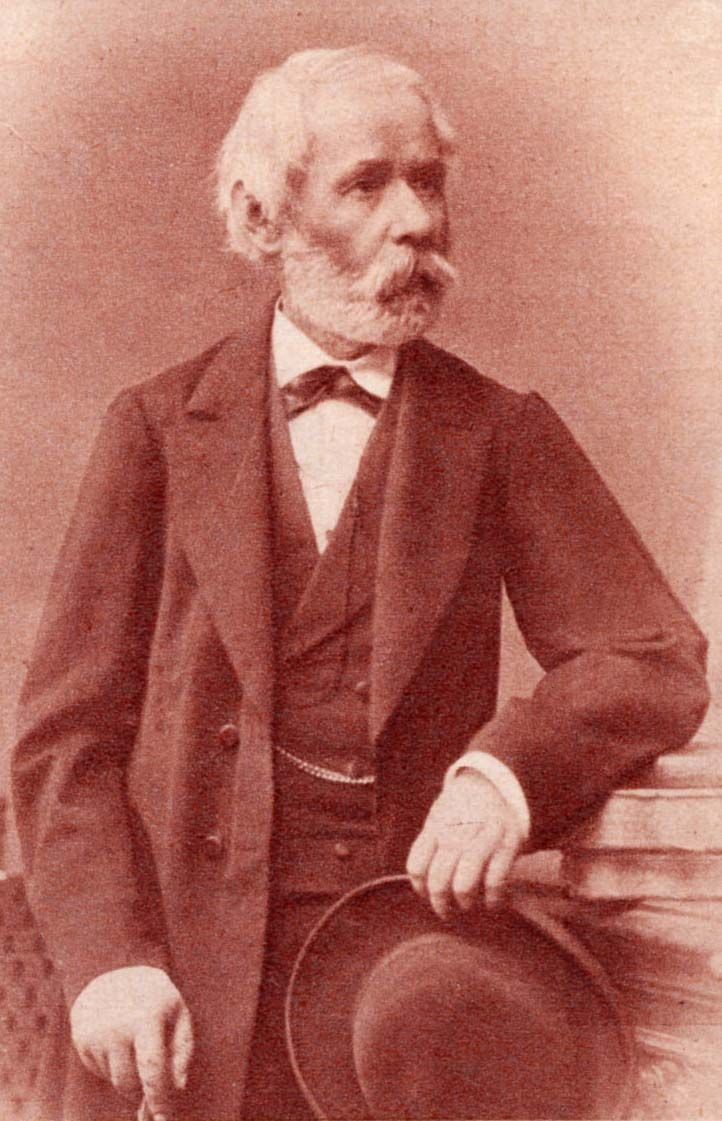
Arany János utolsó portréja (1880)

Arany János (1817–1882) 1833–1836 között volt a Kollégium diákja. Közben egy egész esztendeig rektori feladatot látott el a későbbi pesti püspök, Török Pál mellett Kisújszálláson. Igen szorgalmas diák volt, aki ez a rövid idő alatt is sokat tanult professzoraitól, Péczely Józseftől, Sárvári Páltól és Kerekes Ferenctől.
Arany debreceni diákéveiről keveset lehet tudni, leginkább ironikus hangvételű önéletrajzi műve, a Bolond Istók lehet segítségünkre. Innen tudjuk, hogy a magoltató, szóhüvelyű oktatás nehezére esett. Határtalan tudásszomja mindent elolvastatott vele, ami keze ügyébe akadt:

Legjobban a versköltőket szerette,
Ünnepje volt, ha effélét kapott;
De szükségből a prózát is megette:
Új s régi könyvet, pamphlét, hírlapot.
Az ifjúság által kedvelt ifjú Péczely József professzor helyett ő inkább a konzervatívabb ízlésű öreg Sárvári Pálhoz vonzódott. Tőle tanult rajzolni, és amikor Ferenczy István Csokonai-szobrát megpillantotta a könyvtárban, ő maga is faragni kezdett:

Majd alabástrom sótartó-darabból
Egy rossz bicsakkal vés szobor fejét,
Ferenczy híre pislog néki abból,
Fogalma sincs, hogy mintázza agyagból,
Sohse látott még szobrász műhelyet.
Arany első zenei próbálkozásait Zákány József professzor ösztönözhette, aki a Kollégium
diákjaiból ez idő tájt zenekart szervezett:

Zenét csak dilettáns módra űzte,
Elpöngeté a zongorát, gitárt,
A hangjegyet lassacskán elbetűzte,
Hallása jó volt és ütemre járt.
Végül több diáktársához hasonlóan Arany vándorszínésznek állt. Távozásának módja épp ellentéte a Csokonaiénak. Önként ment el, csendben, Sárvári Pál ajánlásával a kezében:

Egy ősz tanára, egy agg Simeon,
Kinek nem fért a híre Debrecenben,
Sőt már nevének keskeny volt e hon
(Kibögte a diák ezt is különben)
Föllelkesült a lelkes ifion,
Szavalni fogta, énekelni ... minden ...
Említe Shakespeare „hallatlan” nevet:
Megáldá, s írt ajánló levelet.
Sárvári nem tévedett, hiszen ha nagy színész nem is lett az elbocsátott ifjúból, Shakespeare kitűnő magyar tolmácsolója viszont igen. Arany János érzékeny lelkében mély nyomokat hagyott Debrecen. A Bolond Istók mellett számos más írásának mélyén debreceni diákkori élményt lehet sejteni. Hatvani című versében a nagy 18. századi professzor legendás alakját idézi meg. A képmutogató ihletője egy diákkori vásári élmény. A Vándorcipó című költeményben az öregedő költő tekint vissza némi bűntudattal debreceni kiugrására. Bár Irányok című tanulmányában nem illeti éppen dicsérő szavakkal a század eleji diákköltészetet, Arany korai epikus költészete mégis erősen ebben a világban gyökerezik, amint azt Az elveszett alkotmány nehézkes, darabos nyelvezete és a Jóka ördöge népies humora tanúsítja.
Arany vonzó emberi magatartása, szigorú munkaerkölcse, puritán ízlése a magyar protestantizmus hagyományaiból is táplálkozik, és ennek az életfelfogásnak a kialakításában a Debreceni Kollégiumnak is meghatározó szerepe volt. A költő szellemi örökségét később is nagy szeretettel ápolta a debreceni diákság. A 19. század végén elképzelhetetlen volt önképzőköri ülés Arany-vers szavalása nélkül. A Gimnázium önképzőköre 1917-ben az ő nevét vette föl, 1933-ban pedig Csokonai és Kölcsey társaságában domborművet kapott a Kollégium bejáratánál, csupán néhány lépésnyire attól a második emeleti épületrészről, a Csillagdától, amelyben diákként lakott.

## A kollégium irodalmi élete a századfordulón

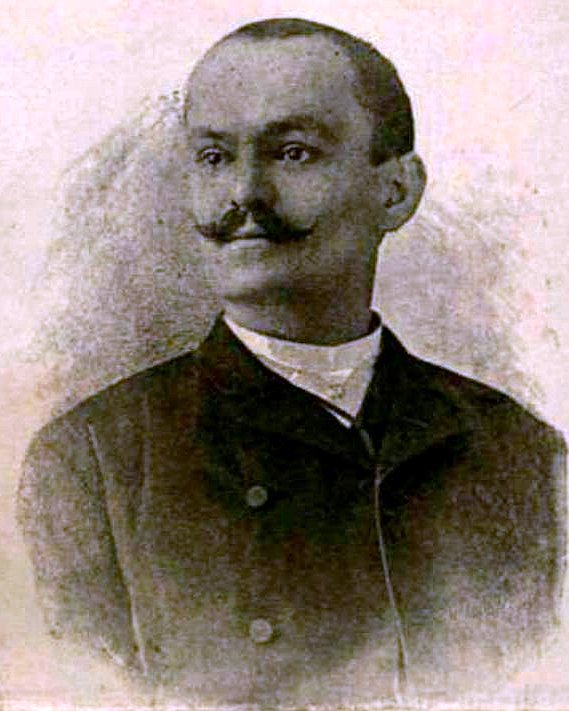
Szabolcska Mihály 1891-ben

A 19. század második fele nagy változásokat hozott a Debreceni Kollégium életében. Egyrészt a korábbi diákélet számos kelléke ekkor válik végleg múzeumi relikviává (megszűnik a tóga viselése, felbomlik a diáktűzoltók társasága, a korábbi préceptorok helyére szaktanárok lépnek), másrészt viszont az önállósuló Gimnáziumban, majd később a bölcsészeti akadémián önálló tantárgyként is megjelenik a magyar nyelv és irodalom. A legtöbb debreceni gimnáziumi magyartanár a század második felében egyúttal tankönyvszerző is: Imre Sándor irodalom-, Kulcsár Endre stilisztika-, Gulyás István pedig nyelvtankönyvet ír a református gimnáziumok számára.
A századvégjeles debreceni diákjainak sorát Szabolcska Mihály (1861–1930) nyitja, aki az 1880-as években tanult teológiát a Kollégiumban. A népnemzeti költészet képviselőjeként már diákkorában is írt népies dalokat, életképeket. Később temesvári lelkészként a konzervatív irodalom iránynak megbecsült képviselője lett.

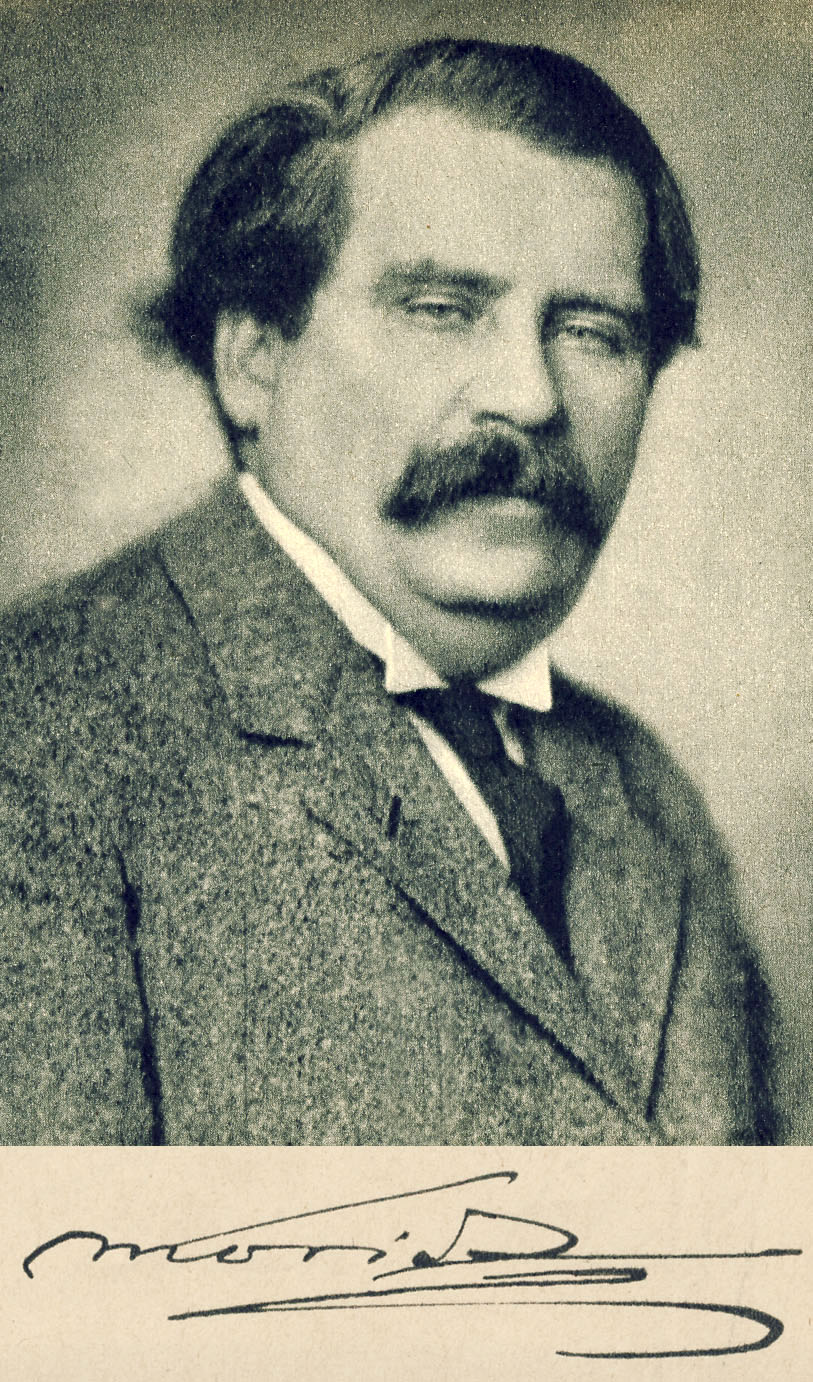
Móricz Zsigmond arcképe és aláírása, 1935

Móricz Zsigmond (1879–1942) már az új típusú nyolcosztályos gimnáziumba járt Debrecenben. Négy esztendőt töltött ott összesen (1890–1894), majd évekkel később egy-egy félévet a teológiai és a jogi akadémián. Egész életére szóló benyomások érték a városban.
Nagyon szeretem Debrecent. Nincs itt senkim, semmim. És mégis az enyém az egész város. Kisdiák voltam itt: itt eszméltem az élet legelső csodáira, és ezt sohasem felejthetem el. Minden ház, minden bolt, minden név, minden por és minden kollégiumi vaskalap megrezzenti a szívem; ez az egyetlen zavartalan hangulat, amelybe fájó életgyötrelem soha nem kapcsolódott. Sehova se tudok menni az országban, ahol ugyanilyet éreznék.
A Légy jó mindhalálig megjelenése (1920) után, 1924-ben írta a fenti sorokat, és egy másik nyilatkozatában olvashatjuk azt is, hogy a regény csak részben szól a Debreceni Kollégiumról:
A Nyilas Misi tragédiájában valóban nem a debreceni Kollégium szenvedéseit írtam meg, hanem a kommün alatt s után elszenvedett dolgokat ... Én akkor egy olyan rettenetes vihar áldozata voltam. Valami olyan naiv s gyerekes szenvedésen mentem át, hogy csak a gyermeki szív rejtelmei közt tudtam megmutatni azt, amit éreztem, s lám az egész világ elfogadta s a gyermek sorsát látták benne ... Ami kedves van a darabban, az debreceni emlék, ami nem kellemes, az más honnan jött ...
Móricznak debreceni iskolatársa volt Csathó Kálmán (1881–1964), aki a Kollégiumban szerzett Csokonai-élmény hatására írta Lilla című színdarabját és Csokonai életéről szóló regényét Földiekkel játszó égi tünemény címmel. Móricz másik jeles iskolatársa, a debreceni születésű Medgyessy Ferenc (1881–1958) nemcsak barátságával ajándékozta meg az írót, hanem szobrászként több alkotást is készített róla (többek között a Kollégium homlokzatán elhelyezett emlékplakettet és a Déri téren található szobrot).

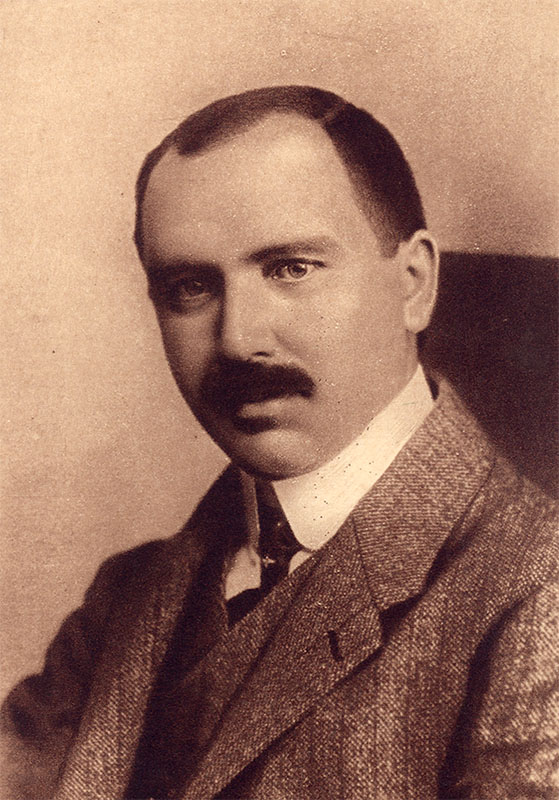
Oláh Gábor

Móriczcal kezdődik azoknak a debreceni diákoknak a sora, akik a lemaradás mellett valami készülő újnak az ígéretét is látják Debrecenben. Így gondolkodott Debrecenről Oláh Gábor (1881–1942) is, akinek életműve a vidéki elzárkózás következtében végül torzóban maradt. 1899-ben ő vette át a gimnáziumi önképzőkör vezetését, de középiskolás diákként kapcsolatot tartott a felsőbb tanulók Magyar Irodalmi Önképző Társulatával is. Az ott tevékenykedő Gyökössy Endre joghallgatóval, Baja Mihály teológiai hallgatóval (később Kossuth utcai lelkész), Gulyás Józseffel és Madai Gyulával Bokréta címen négy versantológiát is megjelentettek (1902, 1904, 1908, 1928). Oláh Gábor a budapesti egyetem bölcsészkarán szerzett tanári diplomát, majd visszatért Debrecenbe, s a Kollégium Nagykönyvtárának könyvtártisztje lett. Közben egy ideig Kulcsár Endre magyartanárt helyettesítette a Gimnáziumban. 1913-ban összeütközésbe került könyvtári felettesével, és megvált a Kollégiumtól. Ezután több mint három évtizedig a debreceni főreáliskolában tanított. Egykori iskolájával való súrlódása még inkább fölerősítette benne diákkorából magával hordozott Csokonai-komplexusát. Oláh Gábor számos irodalmi alkotása érintkezik a Kollégium világával. Táltosfiú (1925) című önéletrajzi regénye a korabeli debreceni és kollégiumi élet kiváló dokumentuma. Debreceni zendülők című novellájában az 1648. évi debreceni diákzendülésnek állít emléket.

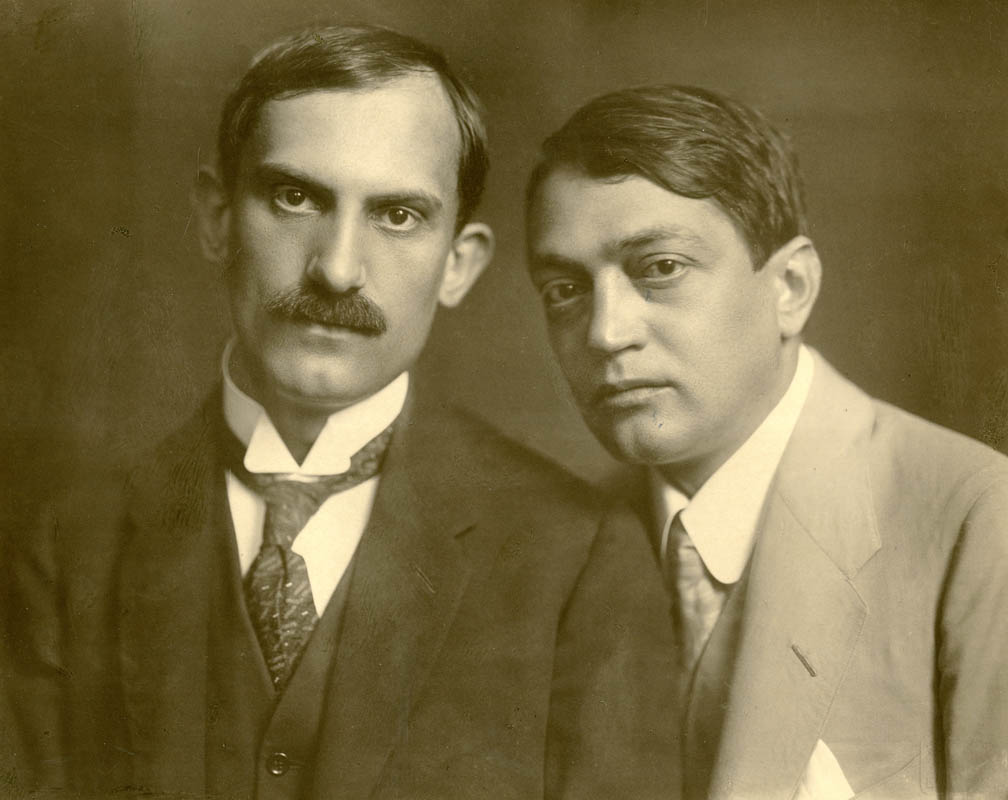
Babits Mihály és Ady Endre Székely Aladár fényképén

Ady Endre (1877–1919), miután a Debreceni Kollégium egykori partikulájában, a zilahi református gimnáziumban érettségi bizonyítványt szerzett, 1896-ban beiratkozott a Kollégium jogi akadémiájára. Az első évben még viszonylag rendszeresen látogatta az előadásokat. Öreg János professzortól itt hallott először Nietzsche filozófiájáról, Ferenczy Gyulától pedig a sumér-magyar rokonságról. A következő tanévet nem Debrecenben töltötte, de újra visszatért a „maradandóság városá”-ba. Tanulmányait ezután még inkább hanyagolta; de erőteljesebben bekapcsolódott a város és a Kollégium irodalmi életébe. Tagja lett a Magyar Irodalmi Önképző Társulatnak, főmunkatársa a Debreceni Főiskolai Lapoknak, és városi lapoknak is rendszeresen dolgozott.
A későbbi nagy költő Debrecenből, amikor 1899-ben végleg elhagyta a várost a „tarsolyában”, elsősorban a Csokonai-élményt vitte magával. Amint arról versei is tanúskodnak, a tragikus sorsú költőelődben szellemi rokonát ismerte föl. Lelkesítette a debreceni református ifjúság liberalizmusa is. A kollégiumi diáklap hasábjain Ady többször is elítélte a budapesti Egyetemi Kör reformátusokat és zsidókat kiközösítő elfogultságát, és ezt meg is írta egyik cikkében:
Az igazság az, hogy a debreceniek megmentették a magyar ifjúság becsületét, s megmutatták, hogy a magyar ifjúság nem szegődhetik fekete zászló alá.
Debrecent ostorozó későbbi verseivel nem bántani akarta a várost, hanem éppen ellenkezőleg: szunnyadó erőit kívánta mozgósítani, ahogy írta egy másik korabeli írásában:
Nagy elváltozásokra készül az élet ... Csak magyarságunk s csak e haladásunk tarthatja meg ezt az országot. A magyarságnak és haladásnak pedig erőben és tömegben leghatalmasabb tábora a protestantizmus.
Ady gondolata termékeny talajra találtak a következő nemzedék debreceni diákjai körében. A század első évtizedeiben, a nagy országos Ady-vitákkal egy időben, az ifjúság az irodalmi önképzőkörökben vívta a maga szellemi csatáit. „A debreceni református kollégiumban egészen 1919-ig állandó harc folyt az ifjúság között” – olvasható Kardos Pál irodalomtörténész visszaemlékezésében –, „s ebben hol az adysták, hol az Ady-ellenesek kerekedtek fölül.”
Jórészt Debrecen biblikus szellemi örökségéből táplálkozik Karácsony Sándor (1891–1952) nagy hatású gondolatvilága is. A 20. század kiváló pedagógiai és ifjúsági írója Holdbeli diákélet (1948) című ifjúsági regényében egy harmadikos debreceni gimnazista viszontagságait rajzolja elénk eleven erővel, sok humorral. Karácsony Sándor reformpedagógiájának legfőbb ihlető forrását a Debreceni Kollégium demokratikus diákhagyományaiban, különösen az önálló gondolkodásra nevelő önképzőköri hagyományokban kereshetjük. A sajátos magyar észjárásról vallott nézeteinek gyökereit kollégiumi magyar tanárának, Kulcsár Endrének nyelvészeti írásaiban fedezhetjük föl.

## Irodalmi élet szűkebb keretek között
1908-ban hosszú előkészítés után végre megtörtént a Kollégium bölcsészeti akadémiájának modern átszervezése. Új tanszékek alakultak, egyik éppen a magyar nyelv és irodalom oktatására (1907–1914 között Pap Károly professzor irányította). Ez a kar azonban a jogi és teológiai karral együtt 1914-ben átkerült a megalakuló állami egyetemhez. Az új helyzetben megszűnt a Magyar Irodalmi Önképző Társulat és lapja, a Debreceni Főiskolai Lapok is. Ettől kezdve a Debreceni Kollégium irodalmi élete szűkebb, elsősorban gimnáziumi keretek között haladt tovább.

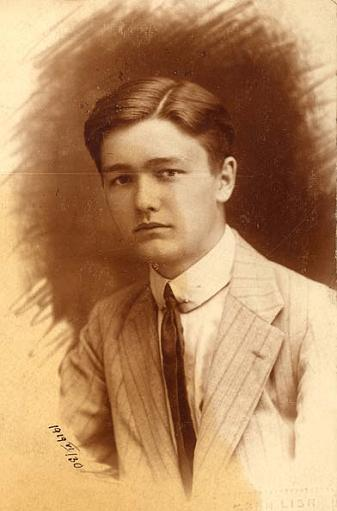
Németh László

A Gimnázium önképzőköre irodalmi életének szervezésében kiemelkedő szerepet játszott az az 1910–1918 között itt tanuló osztály, amelyet Németh László később a „nagy osztály”-nak nevezett. Ma már szinte hihetetlennek tűnik, hogy valamikor egy osztályban koptatta az iskolapadot Szabó Lőrinc, Gulyás Pál, Bay Zoltán, Békés István, Törő Imre és Béber László. Utóbbi újságíróként több cikkében is megemlékezett gimnáziumi éveiről.
A korábbiaknál színesebb, a korabeli polgári szalonok világára emlékeztető szellemi tevékenység jellemezte ekkor a gimnáziumi önképzőkör életét. Bay Zoltán például nemcsak a hold- és napfogyatkozásról tartott vetített képes előadásával, hanem fergeteges zongorajátékával is elkápráztatta társait. A Gimnázium Péterfia utcai épületének avató ünnepségén, 1914-ben, Szabó Lőrinc diáktársai görög nyelven mutatták be az Antigonét. 1917-ben az Arany-ünnepségen, amikor a kör ünnepélyesen fölvette a költő nevét, Arisztophanésztól A madarak került színre (Arany fordításában).
Új színt jelentett az önképzőkörben néhány lánytanuló megjelenése, a Dóczi Leánygimnázium ugyanis csak 1917-ben adott ki először érettségi bizonyítványt, s ezt megelőzően néhány évig a továbbtanulni szándékozó lányok a Kollégium Gimnáziumába iratkozhattak be magántanulóként. Szabó Lőrinc osztálytársa, Dienes Katalin (1900–1979), komoly zenei és színházi műveltséget hozott magával a családi miliőből. Irodalmi szalonként is működő házukban, a Simonyi utcai Dienes-villában a diák Szabó Lőrinc is gyakran megfordult.

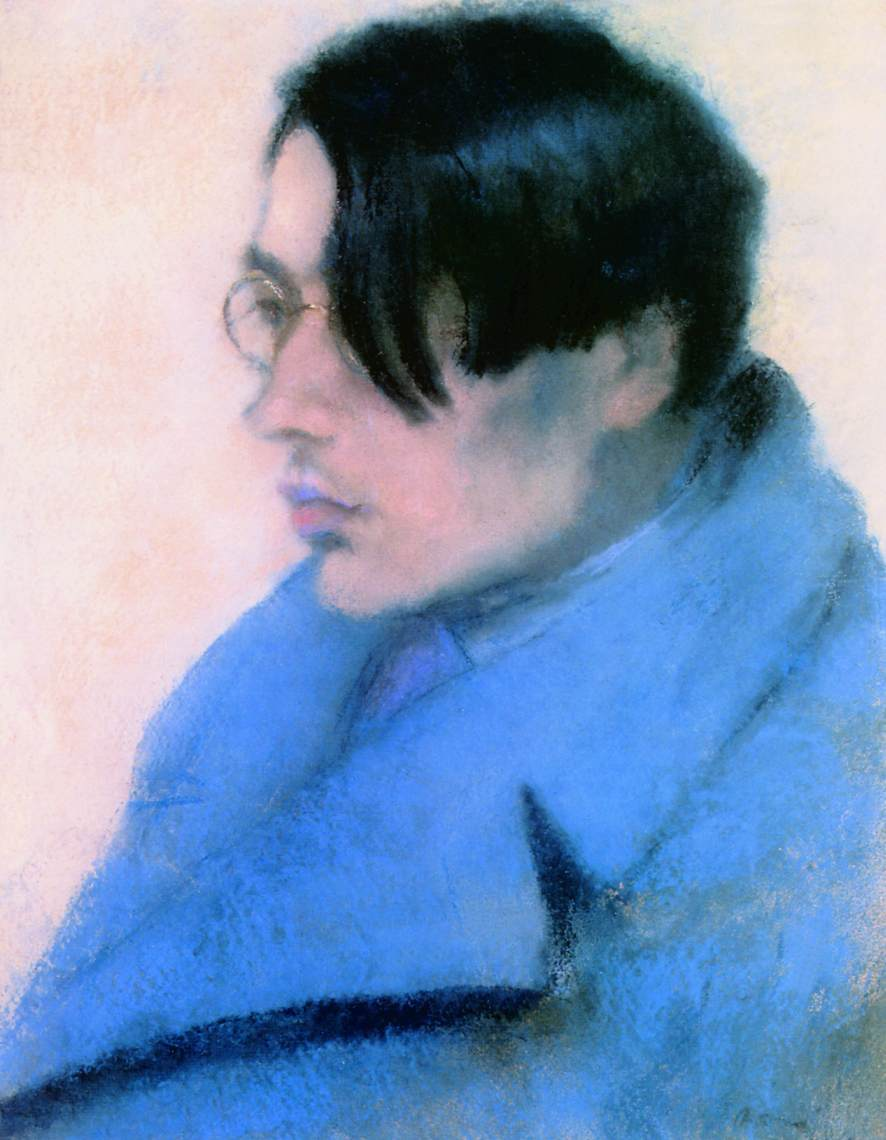
Szabó Lőrinc (Rippl-Rónai pasztellrajza, 1923)

A nagy osztály irodalmi szempontból legjelentősebb tagja Szabó Lőrinc (1900–1957) már debreceni gimnazistaként megismerkedett a klasszikus és modern költői formákkal. Később fővárosi író lett, az „ígéret városá”-ba csak vendégként tért vissza néha-néha. Önéletrajzi versciklusa, a Tücsökzene IV. részének néhány költeménye iskola- és kortörténeti dokumentumként is érdekes. Az alábbi vers arról tanúskodik, hogy a tanórák, az önképzőkör és a Dienes-villa légköre mellett a Kollégium Nagykönyvtára is hozzájárult a költő szellemi fejlődéséhez:

Ez után a nagy becsi nyár után
Már háborúban, állandó tanyám
A könyvtár lett, a kollégiumi
Anyakönyvtár. Boltos ablakai
Az udvarra nyíltak, hol, évekig,
Annyit játszottam, jobb felől pedig,
A belső szentélyből, vén tornyai
Látszottak a Nagy templomnak. Öreg
Károly bácsi rakta a könyveket
Az asztalra, s: „Mi baj?” kérdezett
Dörmögve, mikor a kérőlapon
Ősszel hirtelen olyan változást
Tapasztalt a címekben. „Mi bajom?”
„Hát hogy Adyt kér!” Gyújtotta a gázt
S: „Züllött alak, valaha ide járt”,
Nyújtotta a könyvet a pulton át...
Züllött alak? Hm. Érdekes lehet.
Olvasni kezdtem az Új verseket.
A nagy osztály másik kiemelkedő költőtehetsége Gulyás Pál (1899–1944), aki a Gimnázium magyar-latin szakos tanárának, Gulyás Istvánnak volt a fia. Az 1930-as évekre a népi irodalom egyik vidéki vezéregyénisége lett (polgári hivatása szerint a debreceni iparos tanonciskola tanára volt). Verseiben, tanulmányaiban a „debreceniség” mítoszát igyekezett egyetemes érvénnyel megfogalmazni. Elsősorban Debrecen történelmi hivatása, valamiféle idealizált „Sziget-Debrecen” megteremtése foglalkoztatta.
Művészetében a modern mítoszteremtés, a népiesség és a debreceni költőhagyományok ötvöződnek. Ennek nyomait látjuk alábbi kollégiumi tárgyú költeményében is:

Üres lett a Kollégium,
Bezárták az ajtót, hiába
kiáltsz be a hideg falon:
az üres éj ül ott, a kába.
Csillagtalanul ül magába,
nincs holdja, a hold elgurult
náddal fedett ős tetejéről,
kiesett szívéből a múlt...
A nagy osztály tevékenysége azt tanúsítja, hogy az egyetemi karok kiválása után a Kollégium Gimnáziuma önmagában is képes volt megfelelő keretet biztosítani a legtehetségesebb diákok szellemi fejlődéséhez.
Az 1930-as években a gimnáziumi önképzőkörben Sarkadi Imre (1921–1961), a későbbi neves próza- és drámaíró tűnt ki novelláival. Ugyanebben az évtizedben a Kollégium társintézményének, a Dóczi Leánygimnáziumnak Szabó Magda (1917–2007) volt a növendéke, majd rövid ideig magyar-latin szakos tanára. A neves írónő több írásában is méltatja egykori iskoláját, Abigél (1978) című, nagy sikerű regényének élményvilága is jórészt dóczis emlékekből táplálkozik. Életműve sok szállal kötődik a Kollégiumhoz is. A macskák szerdája (1986) című drámája Csokonai kollégiumi kálváriáját dolgozza föl (a mű Szent Bertalan nappala címen is ismert).
A két világháború közötti időszakban a Kollégiumnak két olyan felsőoktatási jellegű intézete volt, amely az állami egyetemi oktatás mellett egyházias kiegészítő képzést kívánt nyújtani a leendő református lelkészek és középiskolai tanárok számára. A Lelkészképző Intézet hallgatói az egyetem kiválása után is tovább működtették az 1869-ben alapított Hittanszaki Önképző Társulatot és Közlöny című diáklapját. Ez a lap szakmai kérdések mellett helyet adott a teológus diákok irodalmi próbálkozásainak is. Itt kezdte irodalmi szárnypróbálkozásait az 1930-as években Kiss Tamás (1912–2003), akinek több írása is kapcsolódik a Kollégium világához: így Kedv, remények, Lillák (1985) című Csokonai-regénye és a Kollégium múltját gyermekeknek bemutató könyvecskéje, A bagolyvár és lakói (1983). A teológus diákok önképzőköre 1991-ben alakult újjá, és azóta aktívan részt vállal a Hittudományi Egyetem irodalmi életének szervezésében. A 2000-es években honosodott meg az a hagyomány, hogy a retorikai oktatásban részesülő hallgatók közös év végi irodalmi esten mutatkoznak be.
A Kollégium másik felsőoktatási intézete, a Református Tanárképző Intézet (1925–1952) több jeles irodalomtudóst indított útjára a két világháború között. A Debreceni Református Tanárképző Intézet Dolgozatai című kiadványsorozat közölte Molnár Pál, Ember Ernő, Némedi Lajos, O. Nagy Gábor, Tóth Béla irodalomtörténészek első tudományos írásait. Az intézet professzora volt Zsigmond Ferenc, aki az 1930-as években magyar irodalmi tankönyvet is készített a református gimnáziumok számára.
A Kollégium Gimnáziumának a második világháború befejezését követő hónapokban rövid ideig diákja volt Sánta Ferenc (1927–2008), a hatvanas évek népszerű próza- és drámaírója. Műveiben azonban debreceni élményeinek nincs közvetlen nyoma. Az 1950-es évek elején Debrecenben érettségizett Végh Antal (1933–2000), aki Akkor májusban esett a hó (1979) címmel problematikus, botrányokat kavaró, sőt pereket is eredményező regényt írt diákélményeiről.
A kommunista hatalomátvétellel 1948-ban az iskolai önképzőkörök is megszűntek, helyüket a felülről irányított szakkörök vették át. A Kollégium Gimnáziumának Arany János Önképzőköre azonban, amint az a diákok által rendszeresen vezetett és ránk maradt jegyzőkönyvekből kiderül, Tóth Béla magyar-latin szakos tanár irányítása mellett szakkörnek álcázva gyakorlatilag tovább működött egészen 1970-ig. A kör 1981-ben hivatalosan is újraszerveződhetett, és a következő bő tíz esztendőben igen aktív tevékenységet fejtett ki. A jegyzőkönyvek tanúsága szerint az ekkor még éppen csak megtűrt társadalmi kérdések voltak népszerűek a debreceni ifjúság körében (cigányság, csövesek, határon túli magyarság, Lengyelország, Afganisztán). Az 1980-as években nevezetesek voltak az önképzőkör Élő Folyóirat estjei, amikor a diákok régi hagyomány szerint saját írásaikat olvasták fel, és egymás műveit bírálták.
Ekkor éledt újjá a Csokonai-estek hagyománya is, és ennek nyomán a Kollégium ifjúsága ma is évente egyszer elzarándokol a költő sírjához. Az 1980-as években jelentős színjátszó tevékenység is folyt az Arany János Önképzőkör keretében. A kör munkája a rendszerváltást követő években megerőtlenedett. 2008-ban azonban Csokonai Vitéz Mihály Önképzőkör néven újjászerveződött. A 2000-es évek érdekes irodalmi jelensége a Wass Albert Társaság kezdeményezésére szerveződött Wass Albert Olvasókör, amely hetente tart felolvasásokat a Gimnázium egyik tantermében. Az Olvasókör célja az erdélyi író műveinek népszerűsítése az ifjúság körében.
Az 1990-es, 2000-es években honosodott meg a Kollégiumi Esték hagyománya, melynek keretében ismert tudósok, írók, művészek tartanak nyilvános előadást a Kollégium Dísztermében. Ennek a sorozatnak a keretében több jeles hazai és határon túli író, költő, irodalomtörténész is találkozott az elmúlt években a Debreceni Kollégium ifjúságával, tanáraival és a városi érdeklődőkkel (Lászlóffy Csaba, Visky András, Czakó Gábor, Czine Mihály, Duray Miklós).
2005-ben jelent meg Perjéssy-Horváth Barnabás Kollégium blues című regénye, amely az író diákkori benyomásai alapján, naplószerűen és szinte szociografikus hűséggel mutatja be az 1980-as évek Debreceni Gimnáziumának diákéletét. A regény folytatásaként megjelenő Blue irományai (2006) Perjéssy-Horváth Barnabás diákkori írásait tartalmazza, köztük az Árkádiában éltem én is! (1983) című Csokonai-drámát.